# Emigdio Marmolejo León

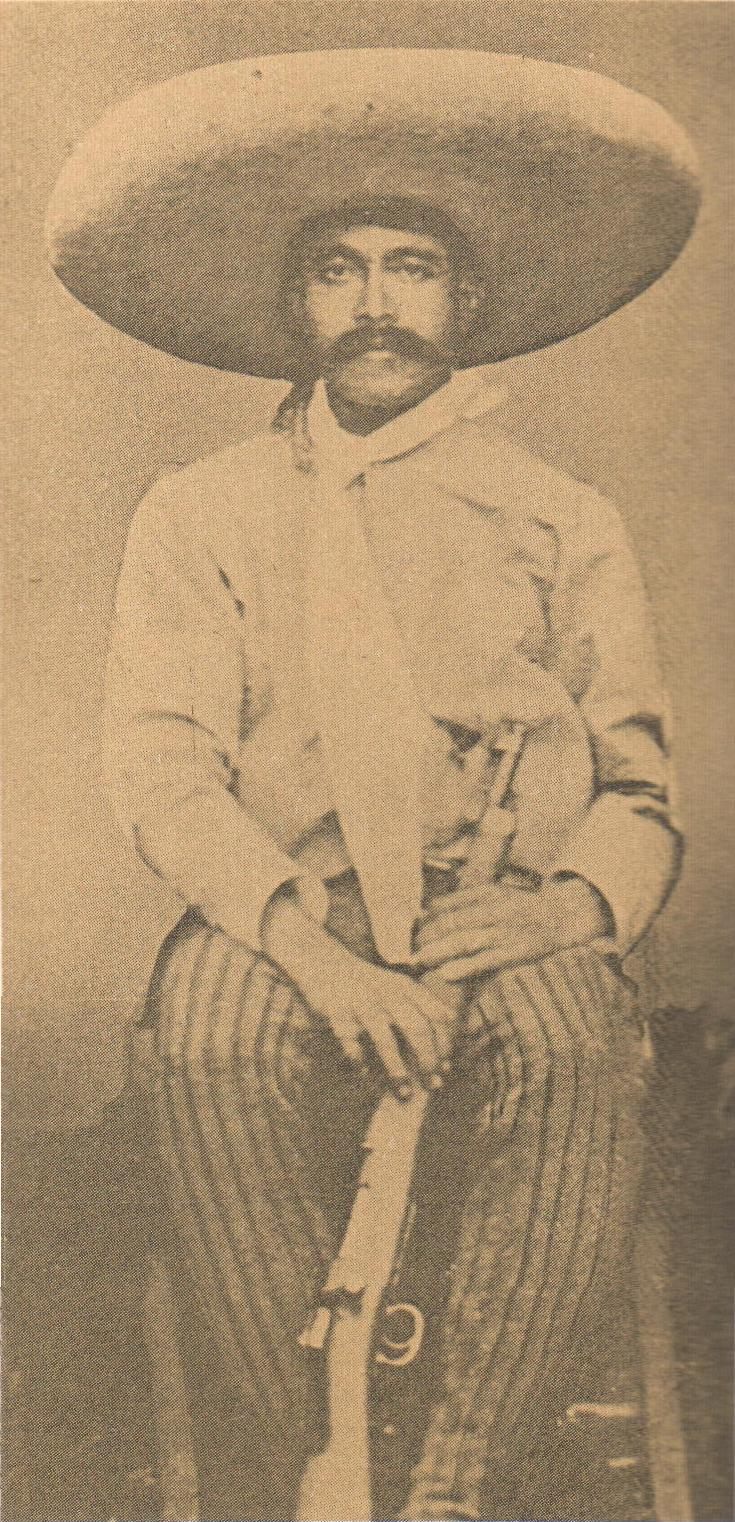
Brigadegeneral Emigdio Marmolejo León

Emigdio Marmolejo León (* 5. August 1878 in Santa Rosa Treinta, Municipio de Tlaltizapán; † 22. Mai 1939 in Mexiko-Stadt) war ein mexikanischer Landwirt, Aktivist und Funktionär.

## Leben
Seine Eltern waren Francisca León und Gregorio Marmolejo. Emigdio Marmolejo León lernte lesen sowie schreiben und wurde Saisonarbeiter in der Landwirtschaft. Ab 15. April 1911 beteiligte er sich an der mexikanischen Revolution auf Seiten von Francisco Madero in Chietla, Bundesstaat Puebla mit Emiliano Zapata und Gabriel Tepepa. Er war am 6. Mai 1911 an der Besetzung der Weberei fábrica de hilados y tejidos in Metepec beteiligt.
Vom 13. bis 20. Mai 1911 beteiligte er sich an der Einnahme von Cuautla, welches vom Quinto Regimiento de Caballería unter General Eutiquio Munguía verteidigt wurde.
Im August 1911 brach Emiliano Zapata mit der provisorischen Regierung von Francisco León de la Barra.
Emigdio Marmolejo León war im November 1911 einer der Unterzeichner des Plan von Ayala, mit dem Emiliano Zapata mit Francisco Madero brach. Emiliano Zapata ernannte Emigdio Marmolejo zum Leiter seines Personenschutzes. Emigdio Marmolejo war mit militärischen Fragen befasst. Zuerst gegen die Kräfte von Madero, später gegen die Kräfte von Victoriano Huerta und schließlich gegen die Invasion unter Venustiano Carranza.
Emigdio Marmolejo León war am 13. Februar 1914 bei der Besetzung von Chilapa de Álvarez und am 20. März 1914 bei der Besetzung von Chilpancingo anwesend.
In Chilpancingo geriet General Luis G. Cartón in Kriegsgefangenschaft der Truppen von Zapata, wurde vor ein Kriegsgericht gestellt und füsiliert.
Emigdio Marmolejo León war am 10. Mai 1914 bei der Besetzung von Zacatepec de Hidalgo und am 18. Mai 1914 bei der Besetzung von Santa Rosa Treinta anwesend. Ebenso war er bei der Besetzung von Cuernavaca anwesend, wo es zu heftigen Auseinandersetzungen mit den letzten Anhängern von Victoriano Huerta in Morelos kam. Cuernavaca war vom 10. bis 13. August 1914 von den Truppen von Zapata besetzt.
Am 11. Dezember 1914 wurde die Stadt Puebla und am 11. März 1915 Mexiko-Stadt von Truppen von Zapata besetzt.
Während des Feldzuges der Constitucionalista-Truppen in Morelos, blieb Marmolejo ständig treu bei Zapata, bis dieser am 10. April 1919 in Chinameca in Morelos, ermordet wurde.
Marmolejo setzte in der Folge den Kampf bis zum Sieg der Anhänger von Álvaro Obregón und des Plan de Agua Prieta 1920 fort, anschließend widmete er sich der Feldarbeit. Am 18. April 1935 wurde er in Cuernavaca zum Vorsitzenden des Bundeskomitees der Unión de Revolucionarios Agraristas del Sur gewählt. Am 22. Juni 1935 wurde diese Wahl im Teatro Carlos Pacheco in der Stadt Cuautla durch Lázaro Cárdenas bestätigt.
Am 5. und 6. Oktober 1935 wurde er zum Generalsekretär der Liga de Comunidades Agrarias del Estado de Morelos gewählt. Die Liga de Comunidades Agrarias del Estado de Morelos war die erste Liga in Morelos.
Die Ligen waren vom Movimiento cooperativo dominiert, die Liga de Comunidades Agrarias del Estado de Morelos war die erste ihrer Art in Morelos. Es gelang der Staatspartei in unterschiedlichem Umfang in die Ligen zu wirken.
Im Oktober 1938 kandidierte Emigdio Marmolejo León erfolglos für das Gouverneursamt im Bundesstaat Morelos.
Anschließend trat er als Brigadegeneral wieder in die Fuerzas Armadas de México ein.
Seine Aufbahrung fand im Palacio de Cortés, dem Sitz des Parlaments von Morelos statt. Seine Leiche wurde in einem Mausoleum, dass Zapata für seine Anhänger in Tlaltizapán hatte errichten lassen, beigesetzt. Dort liegen Jesús Capistrán Yáñez und Pioquinto Galis.